# Polyamori
Polyamori handler om at have flere samtidige kærlighedsforhold, som alle involverede er bekendt og indforstået med.
Der stræbes efter længerevarende, tillidsfulde forhold, som normalt (men ikke nødvendigvis) inkluderer sex. Folk, der emotionelt er i stand til at føre den slags forhold, betegner sig selv som "polyamourøse", ofte forkortet "poly".
Polyamori betegner også et netværk eller en subkultur, hvor folk går ind for åbne forhold, og hvor man giver hinanden støtte gennem samtaler og udveksling af erfaringer.
Polyamori sætter spørgsmålstegn ved parforhold som den eneste samlivsform, og går ind for at folk på samme tid kan have kærlighedforhold med flere partnere.

## Terminologi
Ligesom "Internet" er Polyamori en moderne orddannelse og sammensat af det græske 'poly' for 'mange' og det latinske 'amor' for 'kærlighed'. Ordet blev skabt uafhængigt af flere personer, heriblandt Morning Glory Zell-Ravenheart, som i artiklen "A Bouquet for Lovers" (1990) første gang brugte ordet på engelsk. Udbredelsen af begrebet blev fremmet af Jennifer Wesp, som i 1992 grundlagde Usenet-nyhedsgruppen alt.polyamory.
I 1999 bad udgiverne af Oxford English Dictionary Morning Glory Zell-Ravenheart om en definition af ordet, som alligevel ikke blev optaget. Definitionen lød:
"Praksis, tilstand eller evne til at føre flere kærlige og seksuelle forhold på samme tid, med alle involveredes fulde indforståelse og viden."
Denne definition er inkluderende, og udelukker dermed bevidst ikke f.eks. "swinging", såfremt folk, der udfører denne praksis gerne vil identificeres med polyamori. Mange swingere har tætte venskabelige relationer med deres sexpartnere. Mange mennesker inden for swinging og polyamori ser begge dele som en integreret del i åben omgang med nærhed, tillid og seksualitet.
De fremherskende elementer i Polyamori er "flere end en" og "kærlig". Det betyder, at folk der indgår i den slags forhold, bør have en kærlighedsfuld og omsorgsfuld relation til de mennesker, der er del af forholdet. Dermed er begrebet ikke beregnet til at blive brugt på forhold eller praktikker, der udelukkende bygger på sex, orgier, engangsknald, prostitution, bedrag, seriel monogami eller partnerbytte i klubber.

## Afgrænsning
Der er en markant forskel mellem polyamori og begrebet polygami. Frem for alt er polyamori ikke bundet til en samfundsinstitution som ægteskabet. Som en logisk konsekvens skulle et 1-til-1 kærlighedsforhold mellem to mennesker i virkeligheden betegnes som "monoamory" frem for monogami.

## Generelt
Folk, der kalder sig selv for polyamourøse, har den opfattelse eller erfaring, at man kan have et kærlighedsforhold til flere personer. De kritiserer ideen om at parforholdet eller ægteskabet skulle være den eneste legitime samlivsform. Kærlighed er ifølge disse mennesker ikke en endelig eller delelig vare, som kun rækker til en eneste person, men kan tværtimod opstå mellem flere mennesker på hver sin måde.
Polyamori er defineret gennem forholdets emotionelle side. Seksualiteten står ikke i centrum, men kan og skal -- som i traditionelle forhold -- gerne spille en væsentlig rolle.
Forudsætninger for polyamori er størst mulig ærlighed mellem alle involverede og gensidig indforståelse. Konceptet polyamori kender derfor ikke til hemmelige elskere, men muliggør flere åbne kærlighedsforhold. Alle mennesker, som man kan lide, kan mødes med så meget hengivenhed og intimitet, som de involverede har det godt med. Der er ingen grund til at lyve, når man har følelser for flere mennesker. Jalousi og angst for tab opstår også blandt polyamourøse mennesker, men der er ingen grund til at fornægte disse følelser heller. Derimod forsøger man forhindre, at disse følelser bestemmer ens handlinger, da disse følelser i modsat fald hurtigt ville nedbryde forholdene.
I modsætning til monogami er der ved polyamori ingen grund til at afslutte et forhold, når ens partner har et eller flere forskellig intensive forhold ved siden af. På trods af den dejlige følelse ses akut forelskelse iblandt på med en vis forsigtighed, idet forelskelse kan gøre det vanskeligt at balancere alle partneres behov og fremprovokere forhastede beslutninger.
Polyamori-forhold kan i værste tilfælde fremprovokere emotionel stres, hvis konflikter eller jalousi mellem partnere opstår. Derfor lægges der vægt på, at alle involverede er klar over det og frit vælger denne samlivsform. Nye forhold har det desuden med at afdække usikkerhed og uløste konflikter i bestående forhold, selv hvis disse har bestået i lang tid. Derfor forhandler partnere i længerevarende forhold på forhånd ofte om en aftale eller regler om adfærd i nye forhold.
Orienteringen mod polyamori ses af nogle mennesker som et valg. De fleste poly-folk anser dog deres præference for at være en slags "programmering". Mange mennesker, der lever i polyamourøse forhold, har gentagne gange erfaret, at monogame forhold enten ikke fungerer for dem, eller at de ikke bliver lykkelige. Alligevel er det ikke monogami som individuelt valg, der fordømmes. Til gengæld sættes der spørgsmålstegn ved monogami som samfundsnorm (heteronormativitet eller mononormativitet) og den ofte medfølgende dobbeltmoral.
Som kompensation for det mere omfangsrige "parforholdsarbejde", som ofte er nødvendigt, og afkaldet på subjektiv eller reel sikkerhed, oplever mange polyamourøse mennesker større autenticitet, personlig udvikling, selvrealisering samt den kendsgerning, at de er langt mere lykkelige i den slags forhold. Hertil kommer mangfoldighed og dynamik, samt solidaritet og støtte fra et udvidet forholds- eller familienetværk.

## Variationer
Polyamorøse forhold kan leves i forskellige former, eftersom hvert forhold er unikt. Nogle gange finder man et primært forhold hos et samlevende par, hvor begge partnere har forskellige intensive forhold ved siden af (åbent ægteskab). Det er også muligt, at en gruppe mennesker danner et eksklusivt netværk, hvor man kun har kærlighedsforhold med hinanden (polyfidelity). Også partnerskaber mellem flere end to mennesker (gruppeægteskab), forholdsnetværk mellem ikke-samboende personer (intime netværk) samt udvidede venskabsforhold kan iagttages. Mange af disse forhold er længerevarende. Også kærlige forhold, som ikke involverer sex -- for eksempel fordi det ville overtræde en aftale fra et andet forhold -- kan betegnes som polyamourøse. En udførlig skildring af forskellige forholdsformer kan man finde i Dossie Eastons og Catherine Liszts bog "The Ethical Slut".

## Polyamori som subkultur
I praksis danner polyamori i dag en subkultur, som dels er organiseret vha. internettet, dels via regionale møder hvor der udveksles erfaringer.
En høj procentdel af denne subkultur er biseksuelt orienteret, men der forefindes alle seksuelle orienteringer. Nogle i subkulturen taler åbent om deres foretrukne forholdsform, f.eks. på arbejdspladsen, og får ikke sjældent positiv respons. Men en generel anbefaling for denne åbenhed gives ikke.
Ofte frygtes, at disse ikke-ekskluderende forhold kunne have negative følger for børn. Men erfaringen viser, at dette ikke passer, såfremt de involverede lever i stabile forhold. For teenage-børn i identitetsudviklingsfasen kan forældrenes forholdsform udløse usikkerhed. Mindre børn profiterer derimod ofte af ekstra kontaktpersoner. Børn i disse forhold ser i nogle tilfælde ikke-ekskluderende forhold som en option, men det sker også, at de vælger traditionelle samlivsformer. Ind imellem berettes det, at børn viser mindre eller slet ikke jalousi, hvilket underbygger teorien om at jalousi er en (omend meget dybt) tillært kulturnorm.
Polyamori-subkulturen leverer også vigtige informations- og oplysningsbidrag, især i områder som kommunikation, insisteren på klare forhold, familieplanlægning, prævention og sikker sex.
Der findes berøringer og overlapninger mellem poly-subkulturen og bi-bevægelsen, BDSM-scenen og dele af det lesbiske og bøsse-miljøet.

## Værdier i polyamori
De her beskrevne værdier er idealer. Som ved alle idealer, er det ikke sikkert man kan opnå dem -- men en graverende afvigen fra disse idealer i et polyamourøst forhold bliver oftest set med den samme alvor som i ethvert andet forhold.

### Troskab
I 1-til-1 forhold ("monogame" forhold) menes med troskab ofte eksklusivitet i forbindelse med følelser og sex. Overtrædes denne grænse, betrages det som utroskab. I polyamori ses troskab derimod som ærlighed og velvilje i forbindelse med forholdet såvel som overholdelse af forholdets aftaler. I modsætning til ægteskabet indgås polyamourøse forhold ikke nødvendigvis som permanente forhold, idet man er af den holdning, at man ikke kan bestemme over fremtiden.

### Ærlighed og respekt
De fleste mennesker, som lever polyamourøst, anser ærlighed overfor alle partnere for værende meget vigtig. Man fraråder normalt stiltiende aftaler i stil med "gør hvad du vil, blot jeg ikke skal høre om det", da man mener, at den slags aftaler underforstået siger, at elskeren ikke kan tåle sandheden, eller ikke ville overholde aftaler alligevel. En partners elsker/elskerinde skal kunne accepteres som del af denne partners liv, og ikke blot tolereres.
Respekt for et andet menneske inkluderer respekt for vedkommendes liv og helbred. Intim omgang med flere partnere forudsætter derfor sikker sex, og at man sætter sig ind i risici i forbindelse med seksuelt overførte sygdomme.

### Kommunikation og forhandling
Fordi der ikke findes en 'standardprocedure' for polyamourøse forhold, kan alle involverede have forskellige opfattelser af et forhold. Hvis man ikke snakker om disse forskellige forventninger, kan forholdet tage skade. Derfor fastlægger mange poly-folk i fællesskab regler for forholdet. I modsætning til f.eks. de i ægteskabet implicitte regler, er poly-forhandlinger ofte en proces, som varer lige så længe som selve forholdet.
Ægteskabets regler følger tit samfundsnormer, som overflødiggør en nærmere diskussion. Da der ikke findes normer for polyamori, skal emner som børn, børneopdragelse, prævention, økonomi osv. aftales indbyrdes på en respektfuld og forstående måde. Som polyamori-forholdenes mantra hører man derfor ofte: "Kommunikation, kommunikation, kommunikation!"
Poly-folk har tit en afslappet indstilling til forhold: man ved, at fejltrin kan ske, og hvor hårdt det er at leve op til idealerne. Når fejl sker, er kommunikation et af de vigtigste redskaber for at udbedre skaden og genoprette den gensidige tillid.

### Ikke-besidderisk adfærd
Folk i konventionelle forhold aftaler ofte under ingen omstændigheder at indgå andre forhold, fordi disse forhold ville udvande eller erstatte det bestående forhold. polyamourøse mennesker tror, at denne begrænsning er problematisk, fordi den gensidige tillid erstattes med besidderiske forbud og ejerskabsfornemmelse: "du er min". Dette afspejler den kulturelle antagelse, at partnere skal bindes, så de ikke "driver væk", og at yderligere forhold ville bringe denne binding i fare. Denne begrænsning tjener delvis også til at forhindre den frygtede følelse jalousi.
polyamourøse mennesker har en tendens til at se deres partneres forhold som en berigelse snarere end en trussel. Frit efter mottoet "Hvis du elsker noget, lad det gå. Vender det tilbage, har du ikke mistet det. Vender det ikke tilbage, har du aldrig ejet det." ser de fleste poly-folk besidderisk adfærd som noget, der skal undgås. Dette kræver både tillid og selvtillid. Og selvom det kan virke umuligt, oplever nogle mennesker lykken ved at iagttage deres partners gensidige kærlighed til andre.
Men selvom ikke-besidderisk adfærd er en vigtig del i mange poly-forhold, er dette punkt ikke så universelt som de andre værdier. I nogle poly-forhold findes der et primært forhold, som har højere prioritet. Dette kan udmønte sig f.eks. ved en primærpartners vetoret eller ved andre asymmetriske aftaler.

### Værdiernes betydning i polyamori og monogami
Som man kan se i ovenstående, er det ikke så meget selve værdierne, der adskiller polyamori og monogami, men snarere værdiernes prioritering. Selvom der findes tilhængere af polyamori, som ser deres værdiprioritering som overlegen, findes der mange andre som ser begge samlivsformer som ligeværdige og alene som udtryk for et personligt valg. Konformitet eller besidderisk adfærd ses lige så lidt som nødvendige egenskaber i monogame forhold, som polyamori ses som udtryk for en manglende evne til at binde sig.

## Seksuel identitet
Når et menneske opdager polyamori som behov eller selvvalgt alternativ forholdsform, kan der opstå en seksuel identitetskrise. Omvendt kan mennesker med en alternativ seksuel rolleforståelse eller identitet vha. polyamori finde en mulighed for at indgå faste forhold uden at undertrykke eller tilsidesætte dele af deres seksualitet. Både polyamori og gender trouble (se Judith Butler) kræver imidlertid forklaring og møder derfor tit afvisning hos de mennesker, som ser monogame parforhold og fasttømrede seksuelle identiteter som eneste legitime samlivsform. Uviljen til at beskæftige sig mere indgående med polyamori og gender trouble er en af årsagerne til en hyppig sammenblanding med henholdsvis biseksualitet og swinging og/eller promiskuositet.

## Polyamori vs. "fri kærlighed"
Som afgrænsning til det i 1970'erne populære begreb "fri kærlighed" fremhæves frem for alt, at polyamourøse forhold kræver alle involveredes indforståelse, hvilket igen forudsætter at alle involverede er informeret. Desuden tager polyamori mere højde for emotionelle aspekter, som f.eks. jalousi, end det har været tilfælde i 1970'erne.

## Eksterne links
- Foreningen Polyamori Danmark (dansk)
- NonMonogami.dk Arkiveret 26. september 2020 hos  Wayback Machine(dansk)
- polyamori.dk (dansk)
- Polyamori i Danmark. Den største offentlige gruppe på facebook(dansk)
- Wikimedia Commons har flere filer relateret til Polyamori
- En avis om polyamori (engelsk)
- Polyamory Stigma Lessens with Familiarity. Livescience(engelsk)
- En side som handler om hvordan man får et liv som poly til at fungere (engelsk)
- Hjemmeside for nyhetsgruppen alt.polyamory Arkiveret 21. februar 2011 hos  Wayback Machine (engelsk)
- Magic Penny (norsk)
- Nyheter om polyamori (engelsk)
- polyamory.org Arkiveret 21. februar 2011 hos  Wayback Machine (engelsk)
- PolyNorge (norsk)
- Våre liv som oss (norsk)
- Polyamory Weekly Podcast Arkiveret 11. november 2020 hos  Wayback Machine (engelsk)
- polyamory.ch (tysk)